# Ghiacciaio Park
Il ghiacciaio Park è un ghiacciaio lungo circa 7 km situato sulla costa di Walgreen, nella parte orientale della Terra di Marie Byrd, in Antartide. Il ghiacciaio, il cui punto più alto si trova a circa 400 m s.l.m., è situato in particolare sulla costa settentrionale della penisola Bear, dove fluisce verso nord, scorrendo tra il duomo Moore, a est, e la penisola Gurnon, a ovest, fino ad entrare nella baia di Harmon.

## Storia
Il ghiacciaio Park è stato mappato dallo United States Geological Survey grazie a ricognizioni terrestri dello stesso USGS e a fotografie aeree scattate dalla marina militare statunitense nel periodo 1959-66, ed è stato poi così battezzato dal Comitato consultivo dei nomi antartici in onore di Chung G. Park, un ricercatore in fisica della ionosfera di stanza alla stazione Byrd nel 1966.